# ۲ بهمن
۲ بهمن/دلو سیصد و هشتمین روز سال در گاه‌شماری خورشیدی است. به پایان سال ۵۷ روز (۵۸ روز در سال کبیسه) باقی‌است.

## رویدادها
- ۱۳۱۰ - بین ایران و ترکیه قرارداد مرزی ایران و ترکیه (۱۳۱۰) امضا شد
- ۱۳۲۴ - تأسیس جمهوری مهاباد به رهبری قاضی محمد در شهر مهاباد در ایران
- ۱۳۸۹ - رقابت ۲ بهمن ۱۳۸۹ تیم ملی فوتبال ایران با تیم ملی فوتبال کره جنوبی در جام ملت‌های آسیا ۲۰۱۱

## مناسبت‌ها
- بهمن روز، روز جشن بهمنگان

## زادروزها
- ۱۳۱۸ - غلامحسین امیرخانی، خوشنویس
- ۱۳۲۲ - خسرو گلسرخی، شاعر
- ۱۳۲۳ - اکبر زنجانپور، بازیگر
- ۱۳۶۱ - سارا بهرامی، بازیگر
- ۱۳۶۲ - هاشم بیگ‌زاده، بازیکن فوتبال
- ۱۳۶۸ - فرزاد فرخ، خواننده
- ۱۳۷۳ - آدام همتی، بازیکن فوتبال اهل ایران-کانادا

## درگذشت‌ها
- ۱۳۱۲ - عارف قزوینی، شاعر
- ۱۳۳۷ - داریوش رفیعی، خواننده
- ۱۳۹۴ - ابوالحسن نجفی، زبان‌شناس و مترجم
- ۱۳۹۹ - سید محمد احمدی، حقوق دان و سفیر ایران در ترکمنستان